# Danmarks og Norges Kirkers Forordnede Psalmebog. Vinter-Parten
Danmarks og Norges Kirkers Forordnede Psalmebog. Vinter-Parten er en salmebog – eller mere præcist: første del af en salmebog – udgivet af Thomas Kingo i 1689. Kingo havde selv skrevet en stor del af salmerne i værket. Salmebogen må ikke forveksles med Dend Forordnede Ny Kirke-Psalme-Bog fra 1699, som er den salmebog, der gerne kaldes "Kingos salmebog". Kingos oprindelig værk refereres ofte til alene som Vinter-Parten.

## Historie
Vinter-Parten var oprindelig tænkt og udgivet som første halvdel af en ny påbudt salmbog for den danske og den norske kirke – heraf ordet "Forordnede" i titlen. Hensigten var, at den skulle efterfølges af en anden halvdel, kaldet Sommer-Parten. Denne anden halvdel blev aldrig færdiggjort, fordi forordningen blev trukket tilbage, inden Kingo havde fået anden deludfærdiget, men elementer af den findes i Dend Forordnede Ny Kirke-Psalme-Bog.
Som forordnet salmebog skulle Vinter-Parten afløse Den danske Psalmebog fra 1569. Kingo havde i 1683 fået overladt opgaven med at udforme salmebogen af Christian 5. Baggrunden for dette var, at Kingo, der var biskop over Fyns stift, allerede var kendt og anerkendt som digter og salmedigter efter udgivelsen af Aandelige Siunge-Koors Første Part (1674) og Aandelige Siunge-Koors Anden Part (1681). En måned efter udgivelsen trak kongen imidlertid autorisationen tilbage. Den præcise årsag til tilbagetrækningen "er aldrig afklaret til bunds". Kingo, der selv havde bekostet trykningen, og som var blevet lovet retten til at trykke og forhandle salmebogen 20 år frem, var i stedet efterladt med et stort og usælgeligt oplag af den nu ikke længere autoriserede salmebog. Afvisningen tog hårdt på Kingo, og i flere eksemplarer af bogen, som han gav til venner og bekendte, skrev han følgende vers:
Gak hudeflettet Bog, du tør vel Plaster finde

 Og rene Sjæle, som vil dine Saar forbinde;  
Gak, sjung din Sorrig hen, det tør end blive godt,

Thi Ære fødes tidt ud af vanartig Spot. 
10 år senere udkom så – ved en salmebogskommisions mellemkomst – Dend Forordnede Ny Kirke-Psalme-Bog. Heri var optaget 86 salmer af Kingo, hvad der stadig er en betragtelig repræsentation i lyset af at denne nye salmebog rummede i alt 297 salmer. Som kompensation fik Kingo eneretten på tryk og salg af den nye salmebog, dog beskåret til 10 år.

## Indhold
Vinter-Parten rummer 263 salmer, heraf 136 forfattet af Kingo selv, og 30 mere af andre samtidige digtere. Den er dermed Kingos mest omfattende og vigtigste salmeudgivelse og en af de vigtigste tekster i den danske baroklitteratur, hvor Kingo i sig selv spiller en central rolle. Det placerer også Vinter-Parten som en af de vigtigste værker i dansk salmehistorie.

En af de vigtigste tekstgrupper i Vinter-Parten er en række på 17 salmer, gerne kaldet "passionssalmerne", der på samme versmål gennemskriver Jesu lidelseshistorie og slutter med opstandelsen. Det sker i intens udveksling med en række bibeltekster, beskrevet således i Dansk Litteraturs Historie. 
Gennem en typologisk bibeltolkning, der læser Det Gamle Testamentes begivenheder som modbilleder til og profetier om, hvad der virkeliggøres i Det Nye Testamente, kan han i sine billeder afdække lag på lag af betydning, så hele frelseshistorien bliver simultant nærværende i passionen. 
En mulig baggrund for, at salmebogens autorisation blev trukket tilbage, kan findes i VInter-Partens moderniserende tendens. Kingos egne salmer og salmer af hans samtidige er trykt med større sats end de ældre salmer og med stroferne sat grafisk op i ombrudt strofeform, hvor de ældre salmers strofer er sat i fortløbende tekst, altså uden linjebrud ved versgrænsen. En anden mulig forklaring er, at bogen er meget omfattende efter samtidig målestok, og at den er meget rig i sit udstyr, og at den samlede salmebog dermed har været for dyr at fremstille og sælge. 

## Virkningshistorie
En række salmer fra Vinter-Parten har tydeligt påvirket Grundtvig. Således er Grundtvigs salme "Tag det sorte Kors fra Graven" (1832) skrevet som et på visse måder kritisk svar til Kingos passionssalmer. Blandt andet på baggrund af salmerne i Vinter-Parten opfatter Grundtvig Kingo som den vigtigste figur i den danske kirkes salmesang.
En række salmer fra Vinter-Parten - inklusive passionssalmerne - er fortsat repræsenteret i den officielle dansk salmebog.

## Eksterne Henvisninger
- Vinter-Parten på proquest.